# Tiffany (cantora)
Tiffany Renee Darwish (Norwalk, 2 de Outubro de 1971) conhecida pelo nome artístico de Tiffany, é uma cantora estadunidense que teve músicas de sucesso no final da década de 80 (incluindo duas que foram #1), além de ser um ídolo adolescente dessa década.

## Biografia
Tiffany nasceu em Norwalk, California, filha de James Robert Darwish de origem libanesa e de Janie Wilson, de origem irlandesa. Seus pais se divorciaram quando ela era muito nova. Após o divórcio, ela morou com o pai, mas na adolescência se rebelou contra a rígida paternidade do pai Batista. Ela estudou na escola cristã Leffingwell Christian High School.

### Início da carreira
Em 1981, Tiffany fez seu primeiro show comercial, com o cantor Country Jack Reeves em um festival country chamado Narods em Chino, Califórnia. Ela passou um chapéu para a platéia após o show, e conseguiu US$235 dólares, naquilo que seria o seu primeiro pagamento.
Tiffany cantava em Los Angeles, em um clube chamado El Palomino quando foi descoberta por Hoyt Axton e sua mãe Mae Axton. Mae a levou para cantar em Nashville, Tennessee, onde ela cantou no Ralph Emery Show, com as músicas "Queen of Hearts" de Juice Newton e "Your Good Girl's Gonna Go Bad" de Tammy Wynette.
Em 1982, Tiffany cantou em várias cidades do Alasca, e ganhou US$3000 pela turnê[carece de fontes?]. Naquele mesmo ano, ela se apresentou no mesmo palco que Jerry Lee Lewis e George Jones. Em 1983, Ronald Kent Surut se tornou seu empresário.

### Contrato com gravadora e fama
Finalmente, em 1984, Tiffany assinou um contrato com George Tobin, que ouviu uma fita demo que ela gravou e se interessou pela artista. Em 1985, Tiffany apareceu no programa de talentos Star Search, onde ficou em segundo lugar naquele ano.
Em 1986, Tiffany assinou um contrato que dava a Tobin controle total sob sua carreira. Então, ela foi ao estúdio para gravar seu primeiro álbum, e um contrato foi assinado com a MCA. Seu primeiro álbum, chamado Tiffany, foi lançado em 1987, e ela o promoveu com shows em shoppings centers pelos Estados Unidos. A turnê começou em Bergen Mall em Paramus, Nova Jersey e uma década depois inspiraria Britney Spears e sua Hair Zone Mall Tour. O cover de "I Think We're Alone Now", de Tommy James & the Shondells, chegou ao primeiro lugar na Billboard, e também se tornou o maior sucesso de sua carreira.
A balada "Could've Been" também chegou ao primeiro na Billboard em fevereiro de 1988. O cover de "I Saw Him Standing There" (versão de I Saw Her Standing There, dos Beatles) e a música "Feelings of Forever" também tiveram sucesso, e seu álbum de estréia vendeu mais de 4 milhões de cópias somente nos Estados Unidos. Tiffany conseguiu o recorde da cantora feminina mais nova a ter o primeiro álbum na primeira posição na Billboard 200. Mais tarde naquele ano, ela se juntou ao então desconhecido New Kids on the Block para abrir seus shows.

### Problemas familiares
Em 1988, no auge de sua popularidade, Tiffany se encontrou no meio de um conflito entre seu empresário, George Tobin, e sua mãe e padrasto, a respeito do controle de sua carreira e seu dinheiro. Isto foi levado à corte que incluiu uma tentativa de Tiffany de ser declarada emancipada. A emancipação foi rejeitada pela corte, mas sua avó se tornou a sua guardiã temporária. Infelizmente, as batalhas legais abalaram sua carreira.

### Hold An Old Friend's Hand e New Inside
No final de 1988, Tiffany lança seu segundo álbum Hold an Old Friend's Hand, que, apesar de não ter feito tanto sucesso quanto o primeiro, colocou a canção "All This Time" no top 10 da Billboard Hot 100. O álbum recebeu críticas mistas mas eventualmente vendeu mais de 1 milhão de cópias e recebeu certificação de platina nos Estados Unidos. Na mesma época, ela fez a voz de Judy Jetson em Os Jetsons: O Filme, que só foi lançado em 1990 após certos atrasos na produção. Ela contribui com três canções na trilha sonora, incluindo a música de trabalho "I Always Thought I'd See You Again". Na época resultou em uma controvérsia, já que Janet Waldo, dubladora oficial de Judy no desenho, já tinha realizado toda a dublagem do filme, porém teve todo o seu trabalho substituído pela voz de Tiffany. A substituição foi feita pela Universal devido ao sucesso internacional de Tiffany, que poderia contribuir para o sucesso do filme.
Após completar 18 anos em 1989, Tiffany comprou uma mansão que pertenceu ao ator de ação Chuck Norris. Ela também despediu George Tobin e contratou Dick Scott como seu empresário, o mesmo do New Kids on the Block, que já tinha se tornado um sucesso, em parte por ajuda dela.
A carreira de Tiffany sofreu devido a mudanças musicais no começo dos anos 90, que mudou de Dance-pop para Rock Alternativo e Hip-Hop. Isso influenciou o seu terceiro álbum, o urbano New Inside. Lançado em outubro de 1990, New Inside, foi seu primeiro álbum sem a produção de Tobin, e apesar da críticas positivas, o álbum falhou ao conseguir sucesso, nem o álbum nem qualquer single lançado dele chegaram às principais paradas, mesmo com divulgação em vários programas de TV, inclusive no seriado Out of This World. Tiffany nunca mais conseguiu recuperar sua popularidade de "Rainha Adolescente".
Em 1991, ela participou da canção "Voices That Care", juntamente de outros nomes famosos da época. O single chegou ao 11º lugar na Billboard Hot 100.

### Casamento e tentativas de volta às paradas
Em 1992, ela se casa com o maquiador Bulmaro Garcia. Ela deu à luz seu primeiro filho, Elijah Garcia, no dia de 17 de Setembro de 1992.
Durante uma curta tentativa de voltar às paradas nos anos 90, Tiffany volta a trabalhar com seu antigo produtor, George Tobin, e lança o álbum "Dreams Never Die" em 1993, porém foi lançado apenas na Ásia, já nos Estados Unidos, ela fez algumas apresentações no Las Vegas Hilton no verão do mesmo ano, antes de se separar novamente de Tobin.
Em 1995, Tiffany se muda para Nashville numa tentativa de se tornar uma cantora country, mas nunca lançou nenhum álbum desse estilo.
Em 2000, Tiffany lança o seu álbum de retorno, The Color of Silence, com um estilo mais pop-rock, que recebeu ótimas críticas. A Billboard, o chamou de um dos melhores álbuns do ano e de uma das maiores surpresas do ano. Apesar das boas críticas e da turnê por campos universitários (que a ajudou a conseguir mais fãs), um contrato com uma gravadora quase que desconhecida e o stigma e teen-pop evitou o potencial sucesso do álbum.

### De volta ao público
Em abril de 2002, Tiffany posou nua para a revista Playboy. Sua rival dos anos 80 Debbie Gibson também posou para a revista em 2005. Na época, Tiffany declarou em entrevistas que explicou ao filho de nove anos que não era diferente de posar na Vogue ou na Elle, exceto que mostrava mais. Ela acrescentou anos depois que, embora não se arrependesse de posar na Playboy, alguns membros de sua família desaprovavam por causa de quão jovem seu filho era na época.
Em 2004, Tiffany foi o tema do programa E! True Hollywood Story. Ela também teve um álbum de maiores sucessos lançado em Singapura e mais outros três no Japão. Ao se divorciar de seu primeiro marido em 1 de Agosto de 2004, Tiffany se casa com o Inglês Benn George, dividindo seu tempo entre Cannock na Inglaterra e Los Angeles.
Em 2 de Abril de 2005, Tifanny participou do programa britânico de televisão Hit Me Baby One More Time, ficando em segundo lugar. Ela também apareceu na versão americana do show, mas perdeu para o grupo de hip-hop Arrested Development. Ambas as versões do show ajudaram antigos pop-stars de volta ao mercado. Tiffany cantou também a música Love Machine, do grupo Girls Aloud na versão britânica em 2006. Como agradecimento, o Girls Aloud regravou I Think We're Alone Now em seu álbum de sucessos The Sound of Girls Aloud.
Em Maio de 2005, Tiffany lançou o álbum Dust Off And Dance, pela CDBaby. O álbum foi dedicado ao seu novo marido, mas foi gravado como um agradecimento ao seus fans (particularmente aos seus fãs gays e aos seus fãs europeus) por lembrá-la da diversão que ela teve em sua carreira, e serve como lembrete de tempos mais leves de quando ela podia se perder na pista de dança.
O álbum consiste de estilos como Eurodance e Hi-NRG. Singles de Dust Off and Dance, como "Ride It", "Fly", 'Be With U Tonite", "Na Na Na" e "Artificial Girlfriend", se encontraram nas paradas de sucessos de rádios como WMPH e C895Worldwide.
Tiffany fez turnê para promover o álbum, e em Setembro de 2006 foi nominada com seis JPF awards. Ela ganhou por melhor canção dance do ano por "Be With U Tonite" e melhor CD dance do ano em 4 de Novembro de 2006.
Em 2007, Tiffany foi uma das participantes da quinta temporada do show Celebrity Fit Club, indo de 69 kg para 56 kg, uma perda de 13 kg. No mesmo ano, lançou o álbum Just Me.
Em 2007, a música Higher, lançada como single pela Tiffany, atinge o #19 da parada Hot Dance Music/Club Play da Billboard. O single, que estreou na posição 45 na semana de seu aniversário de 36 anos, foi a primeira aparição de qualquer música da Tiffany na revista em 18 anos.
Em novembro de 2008, o single "Just Another Day" atingiu a posição #28 na parada Hot Dance Music/Club Play.
Recentemente, Tiffany tem feito apresentações em vários eventos de orgulho gay: apesar de ser heterossexual, ela apóis os direitos gays.
Em 2008, Tiffany apareceu na segunda temporada do programa I Bet You, e em 12 de outrubro, participou de uma nova série da MuchMore Music chamada "Where You At, Baby?!"

## Discografia

### Álbuns de estúdio
| Informação                                                                       | Posição | Posição | Posição | Posição | Vendas e Certificações    |
| Informação                                                                       | EUA     | UK      | CAN     | JAP     | Vendas e Certificações    |
| -------------------------------------------------------------------------------- | ------- | ------- | ------- | ------- | ------------------------- |
| Tiffany - Primeiro álbum de estúdio - Lançado: Maio de 1987                      | 1       | 2       | 7       | 5       | - IFPI certificações: n/d |
| Hold An Old Friend's Hand - Segundo álbum de estúdio - Lançado: Novembro de 1988 | 17      | 56      | 13      | 18      | - IFPI certificações: n/d |
| New Inside - Terceiro Álbum de estúdio - Lançado: Outubro de 1990                | -       | -       | -       | 17      | - IFPI certificações: n/d |
| Dreams Never Die - Quarto Álbum de estúdio - Lançado: Novembro de 1993           | -       | -       | -       | -       | - IFPI certificações: n/d |
| The Color of Silence - Quinto álbum de estúdio - Lançado: Novembro de 2000       | -       | -       | -       | -       | - IFPI certificações: n/d |
| Dust Off and Dance - Sexto álbum de estúdio - Lançado: Maio de 2005              | -       | -       | -       | -       | - IFPI certificações: n/d |
| Just Me - Sétimo álbum de estúdio - Lançado: Junho de 2007                       | -       | -       | -       | -       | - IFPI certificações: n/d |

### Coletâneas
| Informação                                                                                         | Posições | Posições | Posições | Posições | Vendas e Certificações    |
| Informação                                                                                         | US       | UK       | CAN      | JAP      | Vendas e Certificações    |
| -------------------------------------------------------------------------------------------------- | -------- | -------- | -------- | -------- | ------------------------- |
| I Saw Him Standing There - EP de remixes (Somente no Japão) - Lançado em: 1988                     | -        | -        | -        | -        | - IFPI certificações: n/d |
| Best of Best - Compilação de hits (Somente no Japão) - Lançado em: 1994                            | -        | -        | -        | -        | - IFPI certificações: n/d |
| All the Best - Compilação de hits com duas canções novas (Somente em Singapura) - Lançado em: 1995 | -        | -        | -        | -        | - IFPI certificações: n/d |
| Best One - Compilação de hits (Somente no Japão) - Lançado em: 1996                                | -        | -        | -        | -        | - IFPI certificações: n/d |
| Greatest Hits - Compilação de hits - Lançado em: 1996                                              | -        | -        | -        | -        | - IFPI certificações: n/d |
| I Think We're Alone Now: '80s Hits and More - Regravações de hits dos anos 80 - Lançado em: 2007   | -        | -        | -        | -        | - IFPI certificações: n/d |

### Singles
| Year | Single                                         | Álbum                         | U.S. | U.S. AC | UK | Dance |
| ---- | ---------------------------------------------- | ----------------------------- | ---- | ------- | -- | ----- |
| 1987 | "Danny"                                        | Tiffany                       | -    | -       | -  | -     |
| 1987 | "I Think We're Alone Now"                      | Tiffany                       | 1    | -       | 1  | 23    |
| 1988 | "Could've Been"                                | Tiffany                       | 1    | 1       | 4  | -     |
| 1988 | "I Saw Him Standing There"                     | Tiffany                       | 7    | -       | 8  | -     |
| 1988 | "Feelings of Forever"                          | Tiffany                       | 50   | -       | 52 | -     |
| 1988 | "All This Time"                                | Hold An Old Friend's Hand     | 6    | 10      | 47 | -     |
| 1989 | "Radio Romance"                                | Hold An Old Friend's Hand     | 35   | -       | 13 | -     |
| 1989 | "Hold an Old Friend's Hand"                    | Hold An Old Friend's Hand     | -    | 27      | -  | -     |
| 1989 | "It's the Lover (Not the Love)"                | Hold An Old Friend's Hand     | -    | -       | -  | -     |
| 1989 | "Oh Jackie" ¹                                  | Hold An Old Friend's Hand     | -    | -       | -  | -     |
| 1990 | "I Always Thought I'd See You Again"           | Jetsons: The Movie Soundtrack | -    | -       | -  | -     |
| 1990 | "New Inside"                                   | New Inside                    | -    | -       | -  | -     |
| 1990 | "Here in My Heart"                             | New Inside                    | -    | -       | -  | -     |
| 1991 | "Back in the Groove" ¹                         | New Inside                    | -    | -       | -  | -     |
| 1991 | "Voices That Care"                             | Single                        | 11   | 6       | -  | -     |
| 1993 | "If Love Is Blind" ¹                           | Dreams Never Die              | -    | -       | -  | -     |
| 1994 | "Can't You See" ¹                              | Dreams Never Die              | -    | -       | -  | -     |
| 2000 | "I'm Not Sleeping"                             | The Color of Silence          | -    | -       | -  | -     |
| 2000 | "Open My Eyes"                                 | The Color of Silence          | -    | -       | -  | -     |
| 2005 | "Be with U Tonite"                             | Dust Off and Dance            | -    | -       | -  | -     |
| 2006 | "Na Na Na"                                     | Dust Off and Dance            | -    | -       | -  | -     |
| 2007 | "Feels Like Love"                              | Just Me                       | -    | -       | -  | -     |
| 2007 | "Higher" ²                                     | Single                        | -    | -       | -  | 19    |
| 2008 | "Just Another Day"                             | Single                        | -    | -       | -  | 28    |
| 2008 | Dust Off and Dance - Hydra Productions: Liquid | -                             | -    | -       | -  | 19    |

Notas
- ¹ Lançado apenas na Ásia.
- ² Chegou ao #19 na Billboard Dance Charts. Lançado exclusivamente pela Perfect Beat.

## Vídeos musicais
| Ano  | Vídeo                      | Diretor             | Notas            |
| ---- | -------------------------- | ------------------- | ---------------- |
| 1987 | "I Think We're Alone Now"  | George Tobin        | Extended Version |
| 1987 | "Could've Been"            |                     | Extended Version |
| 1987 | "I Saw Him Standing There" |                     | Single Version   |
| 1987 | "Feelings of Forever"      |                     | Single Version   |
| 1988 | "All This Time"            |                     | Extended Version |
| 1988 | "Radio Romance"            |                     | Single Version   |
| 1990 | "Here In My Heart"         | Doug Nichol         | Album Version    |
| 1993 | "Can't You See"            |                     | Album Version    |
| 2001 | "Open My Eyes"             |                     | Single Version   |
| 2007 | "Feels Like Love"          | Michael Stratigakis | Album Version    |

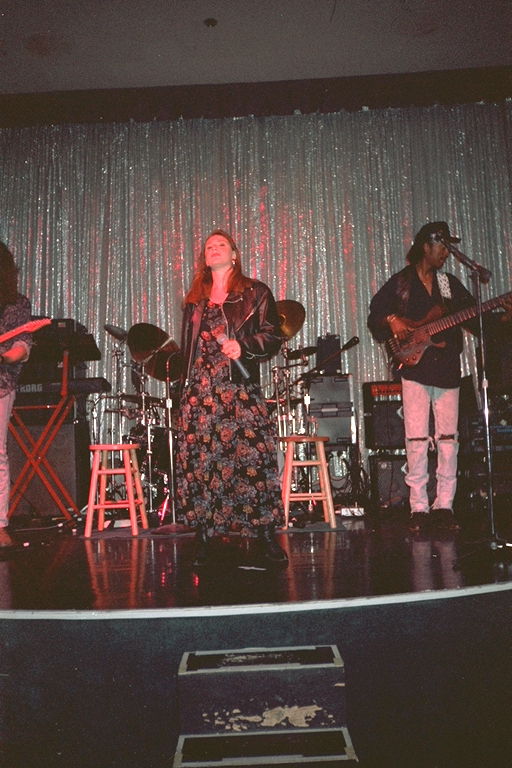
Tiffany em Las Vegas no ano de 1993
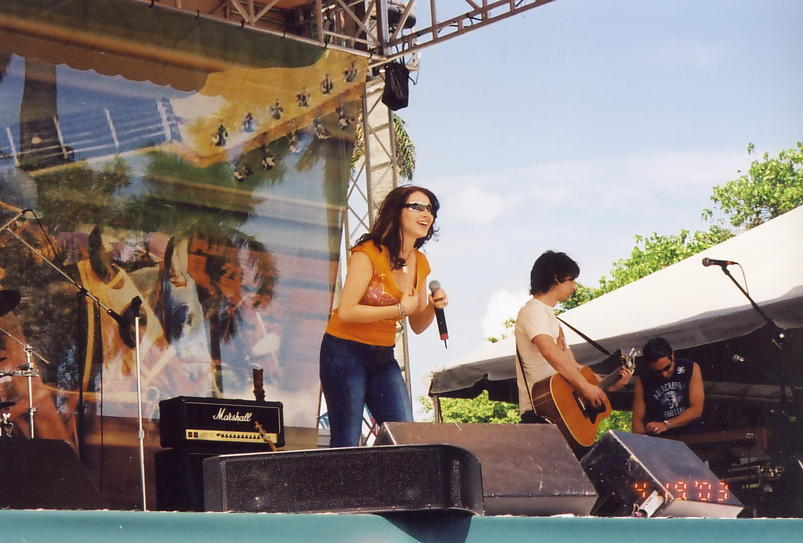
Tiffany se apresenta na Florida em 2003